# 10008 Raisanyo
A 10008 Raisanyo (ideiglenes jelöléssel 1977 DT2) a Naprendszer kisbolygóövében található aszteroida. H. Kosai és K. Hurukawa fedezte fel 1977. február 18-án.